# Suberites axinelloides
Suberites axinelloides är en svampdjursart som beskrevs av Brøndsted 1924. Suberites axinelloides ingår i släktet Suberites och familjen Suberitidae. Inga underarter finns listade i Catalogue of Life.